# Estación Colégio Militar
Colégio Militar es la segunda estación de la Línea Este del Metro de Fortaleza. Actualmente en construcción esta estación permitirá el fácil acceso al Colegio Militar.

## Características
La estación será construida con plataformas sobrepuestas,solución adoptada para reducir su impacto. Será implantada en el eje de la Avenida Santos do Dumont entre las calles Dona Leopoldina y Nogueira Aciole. Están previstos dos accesos: uno por la avenida Santos Dumont con la calle Dona Leopoldina y otro en la plaza da Bandeira. Nombrada de acuerdo con el punto de referencia próximo que es el colegio militar, beneficiará a los estudiantes de la región, que posee gran diversidad de centros de educación facilitando el acceso al metro. En el mismo lugar está prevista la construcción de un conjunto de comercios, permitiendo un aprovechamiento comercial del área utilizada.
- Datos: Q17854328